# Leif Erlsboe
Leif Leonhardsen Erlsboe (* 28. Dezember 1943 in Dänemark; † 15. Oktober 2000) war ein dänisch-norwegischer Filmeditor, Regisseur und Drehbuchautor.

## Biografie
Erlsboe begann seine Karriere zunächst als Werbefotograf. Anschließend war bei der Nordisk-Film-Gesellschaft in Kopenhagen als Assistent tätig. Er wirkte bei dortigen Filmproduktionen zunächst als Regieassistent und Produktionsleiter sowie war in dem Zeitraum 1963 bis 1967 bei einer ganzen Reihe von Filmen beteiligt. Des Weiteren wirkte Erlsboe bei mehreren Filmen in unterschiedlichen Positionen beim Ton mit. Als Schnittmeister im Film debütierte er in dem dänisch-schwedisch-norwegischen Gemeinschaftsproduktion Klabautermannen von 1969. Bei Reihe der norwegischen Olsenbande war er von 1969 bis 1972 bei drei Filmen als Schnittmeister tätig. Als Regisseur und Drehbuchautor debütierte er 1965 in dem dänischen Kurzfilm Rytmer i Tivoli. Anschließend war er 1966 bei dem dänischen Film 2-1 Regisseur und 1979 führte er in dem norwegischen Spielfilm Ingen roser... takk die Regie.
Seinen größten Erfolg und Aufmerksamkeit erzielte Erlsboe 1984 mit dem preisgekrönten Film Lars i porten, bei dem er Regisseur und Drehbuchautor zugleich war. Sein Sohn Magnus E. Haslund spielte  bei Lars i porten, die Hauptrolle als Lars. 1985 gewann Lars i porten den Amanda (Amanda-prisen), sowie der Film bekam gleichzeitig auf dem Internationalen Filmfestival in Moskau einen Spezialpreis. Lars i porten war ebenfalls auch sein letzter Film, danach stieg aus gesundheitlichen Gründen komplett aus der Filmbranche aus. Erlsboe starb am 15. Oktober 2000, nach einem langen Kampf gegen Krebs im Alter von 56 Jahren.

## Filmografie
| - 1965: Rytmer i Tivoli (dänischer Kurzfilm) (Drehbuch und Regie) - 1966: 2-1 (dänischer Kurzfilm) (Regie) - 1979: Ingen roser... takk (norwegischer Spielfilm) - 1984: Lars i porten - 1965: Rytmer i Tivoli (dänischer Kurzfilm) - 1984: Lars i porten | - 1967: Prinsessen rejser (Kurzfilm) - 1967: Livredder (Kurzfilm) - 1969: Klabautermannen - 1969: Olsen-Banden - 1970: Skulle det dukke opp flere lik, er det bare å ringe... - 1970: Olsenbanden og Dynamitt-Harry - 1972: Olsenbanden tar gull - 1975: Einar Schankes gledeshus | - 1972: Lukket avdeling - 1975: Olsenbandens siste bedrifter - 1975: Ehefrauen (Hustruer) - 1977: Øyeblikket - 1978: Det andre skiftet - 1980: 1958 - 1982: 50/50 - 1984: Lars i porten - 1965: Kaliber 7,65 – Diebesgrüße aus Kopenhagen (Slå først, Frede!) (Assistent) |